# Na starym szlaku
Na starym szlaku (ang. The Ancient Highway) – powieść przygodowa z 1925 roku autorstwa amerykańskiego pisarza Jamesa Olivera Curwooda. W Polsce pierwszy raz została wydana w roku 1995 w serii wydawniczej Magia Wielkiej Przygody. 
Książka zawiera wiele opisów przyrody i infrastruktury współczesnej autorowi Kanady, co jest cennym źródłem także dla historyków i geografów. Przytacza ją James Kates w swojej książce Planning a Wilderness: Regenerating the Great Lakes Cutover Region. 

## Fabuła
Starym szlakiem, prowadzącym do Quebec powraca w swe rodzinne strony, uznany za zmarłego Clifton Brant. Pragnie zemścić się na Ivanie Hurdzie, potężnym przedsiębiorcy, który oszukał i doprowadził do śmierci jego ojca. Wędrując spotyka nieustraszonych ludzi Północy oraz piękną Antoinette St. Ives. Dziewczyna również została oszukana przez Hurda. Wspólnie obmyślają plan zemsty. 

## Ekranizacja
W 1925 roku nakręcony został film na podstawie książki, pod tym samym tytułem, w reżyserii Irvina Willata. W rolę Cliftona Branta wcielił się Jack Holt zaś  Antoinette St. Ives zagrała Billie Dove. 